# یاتسک روزنک
یاتسک روزنک (لهستانی: Jacek Rozenek؛ زادهٔ ۳۱ مارس ۱۹۶۹) بازیگر اهل لهستان است. وی از سال ۱۹۹۵ میلادی تاکنون مشغول فعالیت بوده‌است.
از فیلم‌ها یا مجموعه‌های تلویزیونی که وی در آن‌ها نقش داشته‌است، می‌توان به ترفند، ژنرال نیل، سال‌های شیرین، خانواده جایگزین، قانون حقیقی، رنگ‌های خوشبختی، پدر متیو، در خیابان سپولنی، در خوشی و سختی، شوپن: میل به عاشقی و طایفه اشاره نمود.